# Aldious
Aldious（アルディアス）は、日本のガールズヘヴィメタルバンドである。メロディックスピードメタルを奏でる一方、アゲ嬢を彷彿とさせる派手な出立ちを特徴としており、これはリーダーのYoshiの意向によるところが大きい。
Aldiousとは、「Ultimate Melodious（究極の旋律）」を略した造語である。

## バイオグラフィ

### 結成〜2009年
- 2008年6月、Rami(Vo)とYoshi(G)を中心に大阪で結成。正式にバンドとしてスタートする前はYoshi主催のライブにて倖田來未や浜崎あゆみのメタルカバーを演奏する『午後の倖田』というドラムス抜きのバンド編成を形成していた。結成当初はドラムスの居ない4人編成のユニットであったが、当時のメンバーの内縁者のドラマーにサポートされての活動であった。関西を拠点に活動を開始し、ベース、ギターなど幾たびかのメンバーチェンジを経て活動を継続する。2009年1月1日、トキ(G)加入発表。同年11月には、EP『Dear Slave』をリリースし、各メタル系のショップにおいて完売となる。

### 2010年
- 1月1日、Aruto(Dr)加入発表。4月にはBright Star Recordsを設立。さらに、HMV ONLINEにおいてコラムの連載を開始。
- 4月には、初の邦楽アーティストとして、洋楽インディーズレーベルSpinningと契約。
- 7月7日、シングル『Defended Desire』でデビューを果たし、オリコン週間49位、デイリー24位、インディーズ4位にランクイン。
- 10月13日、1stアルバム『Deep Exceed』をリリースし、オリコン週間15位、デイリー7位、インディーズ1位を記録。
- 11月13日、心斎橋CLUB QUATTROにおいて、初となるワンマンライブを敢行。「Across」では、ピアノ伴奏にMIYAKO(現LOVEBITES)が参加、「夜想曲」は、初のフルコーラスでの披露となった。
- 12月30日、フジテレビ系列の情報番組『めざにゅ〜』に出演。『日経エンタテインメント!』(2011年2月号)において、「2011年ヒット完全予測」の"女子メタル"という特集に掲載されたことを受けてのインタビューであった。

### 2011年
- 1月10日、日本テレビ系列の情報番組『スッキリ!!』に出演。また、伊藤政則がパーソナリティを務めるラジオ番組「MAXIMUM POWER ROCK TODAY」(bay-fm)に、邦楽アーティストとして初めて生出演(Rami、Yoshi、トキ)。
- 1月23日、HMV主催によるガールズ・メタル・イベント『IRON ANGEL LIVE』(吉祥寺CLUB SEATA)に出演、トリを飾った。
- 2月12日、『［Realdious Vol.1］ 〜大阪ファン感謝デー・ワンマンライブ〜』(大阪・心斎橋Club ALIVE!)を開催。新曲に加え、「天城越え」のメタル・バージョンも披露された。
- 3月、『BURRN!』（2011年4月号／シンコーミュージック・エンタテイメント）の『「2010年度・読者人気投票結果発表」BRIGHTEST HOPE部門』において、1位に輝いた。
- 以降のツアー・イベント出演は
- 4月6日、2ndシングル『Mermaid』を発売。
- 5月14日 - 5月28日、COMBAT-GUITARSより、Yoshi、トキ、サワ、それぞれのシグネイチャーモデルを各10本のみ、30本限定で発売し、いずれも期間内に完売[3]。
- 5月24日、オフィシャルファンクラブ「Realdious」を発足[4]。これより、［Realdious］はファンクラブ会員限定イベントとなる。
- 9月、『BURRN!』（2011年10月号／シンコーミュージック・エンタテイメント）において、コラム「鋼鉄アゲ嬢は激しいのがお好き」を連載開始。
- 10月12日、2ndアルバム『Determination』を発売。

### 2012年
- 5月16日、初のライブDVD『Determination Tour 2011 〜Live at Shibuya O-EAST〜』を発売。
- 6月30日、ヴォーカルのRamiが健康上の理由から脱退[5]。
- 8月3日、新ヴォーカリストとしてRe:NOが加入。
- 11月14日、3rdシングル『White Crow』を発売。

### 2013年
- 5月15日、3rdアルバム『District Zero』を発売。オリコン週間7位、デイリー5位を記録。

### 2014年
- 2月12日、ライブDVD「District Zero Tour 〜Live at Shibuya O-EAST〜」発売。
- 5月14日、ニューシングル「Other World」リリース。
- 6月18日、4thアルバム「Dazed and Delight」リリース。
- 11月、Aruto(Dr)が結婚のため脱退、音楽活動から引退。

### 2015年
- 2月11日、ライヴDVD『Live Tour 2014 "Dazed and Delight"〜Live at CLUB CITTA'〜』発売。
- 4月19日、新ドラマーMarinaが加入。
- 4月20日、これまで所属していたSpinningとの契約が破棄に至ったことが発表される。この契約破棄に伴い、オフィシャル・ファンクラブ「Realdious」は2015年5月31日をもって解散。
- 7月8日、新体制となって初のシングル「die for you/Dearly/Believe Myself」を発表。“トリプルAサイド・シングル”となる本作はDVD付限定盤A（ALDI-001）、DVD付限定盤B（ALDI-002）、16ページ・ブックレット付限定盤C（ALDI-003）と、曲順・ジャケットがそれぞれ異なる全3種。この頃から次第にポップな曲が増え始め、メタルが苦手な人にも聴きやすい曲風になる。
- 12月3日、新体制初のオリジナルアルバム「Radiant A」をリリース。

### 2016年
- 10月12日、Aldious Japan Tour 2015～2016のファイナル公演の模様を収録したライブDVD「Radiant A Live at O-EAST」をリリース。
- 10月26日、ニューシングル「Female Warrior/ノスタルジック/fragile」発売。
- 12月14日、Aldiousも出演予定だった、D主催のカウントダウン・イベント「D produce Mad Tea Party」が、主催者側の都合で中止されることが発表される[6]。これを受けて、イベントチケット購入者、Aldiousファンクラブ有料会員が優先的に参加できる単発ライブを12月31日に表参道GROUNDにて開催[7]。

### 2017年
- 3月17日、5thアルバム「Radiant A」をイギリス・ヨーロッパにて発売[8][9]。
- 5月10日、6thアルバム「Unlimited Diffusion」をリリース[10]。
- 10月11日、5thライブDVD「Live Unlimited Diffusion」をリリース[11]。
- 11月29日、ミニアルバム「We Are」をリリース[12]。

### 2018年
- 3月9日、6thアルバム「Unlimited Diffusion」とミニアルバム「We Are」をイギリス・ヨーロッパで同時リリース[13][14]。
- 11月7日、ライブDVD「Aldious Tour 2018 “We Are” Live at LIQUIDROOM」リリース[15]。
- 11月21日、ミニアルバム「ALL BROSE」リリース[16]。
- 11月28日、「Aldious Tour 2018 “We Are” ～Final～」最終日・渋谷 TSUTAYA O-EAST公演をもってボーカリストRe:NOの脱退を発表。脱退理由は『耳管開放症』という耳の病を患ったためで、医師の診断結果と本人への負担を考慮し脱退することになった。また、Aldiousの活動継続は決定しているが、ツアー最終日以後のスケジュールや詳細等は未定のため、後日改めて発表と併せて報告された[17]。
- 12月19日、初のMV集「Music Video Collection」リリース。2012年～2018年の間に制作された22曲を収録。特典として「Monster」のメイキング映像を収録[18]。

### 2019年
- 2月18日、同年4月よりゲストボーカリストを迎えてツアーを行うと発表[19]。
- 3月8日、ゲストボーカリストとして、Cyntiaの「SAKI」と「進撃の巨人 2nd Season 劇場版」の劇中歌などを担当しているシンガーソングライター「R!N (Gemie)」の参加を発表。なお、各公演毎にどちらか1名が出演する[20]。
- 5月16日、トキの結婚と妊娠を発表。妊娠中のため、6月9日に行われる「渋谷TSUTAYA O-EAST」公演をもって一旦ツアーから離れ、以降の公演はゲストギタリストを招くことも併せて発表された[21]。
- 5月22日、産休期間に入ったトキに代わり、元DESTROSE, DisqualiaのNarumi（成美）がゲストギタリストとして参加[22][23]。[注釈 1]
- 8月6日、Re:NOの後任ボーカリストとして「R!N」が正式加入[24][25]。

### 2020年
- 3月18日、R!N加入後初のアルバム『Evoke 2010-2020』をリリース[26]。
- 9月3日、レギュラー番組『アルティメット鋼鉄女子ナイト!』(bay-fm) が放送開始。
- 9月30日、アルバム『Evoke II 2010-2020』をリリース[27]。
- 12月、2021年よりこれまで所属していた事務所から独立して活動していくことを発表[28]。

### 2021年
- 3月30日、「Slow Down」「Freedom」の2曲を配信シングルとしてリリース[29]。
- 6月18日、ボーカルのR!Nがうつ病を発症、緊急入院することになり脱退を申し出、バンド側もそれを受け入れた[30]。
- 6月28日、7月1日以降に行われる『Aldious Tour 2020-2021 “Unlash”』の公演に、ソロシンガーの大山まきをゲスト・ボーカリストとして迎えることを発表[注釈 2][31][32]。

### 2022年
- 1月14日、ライブビデオ(Blu-ray+DVD+CD)『Aldious Tour 2020-2021 "Unlash" Live at LIQUIDROOM』をVAA OFFICIAL STORE限定で発売[33][34]。

### 2023年
- 12月20日、2024年2月19日の東名阪ワンマンライブ『Eternal Gratitude』の最終日公演をもって、Marina（ドラム）が脱退することを発表した。脱退理由として、2023年に入ってから体調不良になることが増えたのをきっかけに精密検査を行ったところ、Aldious加入以前から抱えていた潰瘍性大腸炎が再発していることが判明したこと、日毎に体調が悪化しており、体力の限界を感じたことを挙げている[35]。

### 2024年
- 2月19日、Marinaが脱退[36]。
- 11月29日、CLUB CITTA’で開催したCyntiaとのツーマンイベント『BURRN! PRESENTS CYNTIA × Aldious「Queen of the Night」』にて、Yoshi、サワ、Tokiの3名に、ゲスト参加のRe:NOとArutoを加えた編成で一夜限りのライブを行った[37]。

### 2025年
- 5月17日、同年8月にRe:NO、Arutoを迎え行う東名阪ツアー『The Dominators Last Standing 2025』をもって無期限活動休止に入ることを公式ホームページを通じて発表[38][39]。
- 8月13日、無期限活動休止前ラスト･ツアー『The Dominators Last Standing 2025』の最終公演を東京･豊洲PITにて開催[40]。
- 12月24日、最終公演の模様をBlu-ray、DVD、CDで発売（予定）[40]。

## メンバー

### 現メンバー
Yoshi（ヨシ）
ギター担当。イメージカラーはレッド。
11月27日生まれ。兵庫県神戸市出身。身長162cm、体重48kg。リーダーとして、作曲とバンドのプロデュースを手掛ける。
メンバーに対する思いやり、気遣いが非常に強く時に1人で機材運びやセッティングをする事もある。Aldiousの柱と言っても過言では無いくらいリーダーとしての役目を果たす。
Mr.Childrenの大ファンであり、ギターボーカルを目指していたという。高校時代に組んでいたバンドの影響から、メタルに興味を持つ。
ARCH ENEMYや、HELLOWEEN、その他、J-POPを含む様々なジャンルのコピーをしており、Aldious結成前はRazFarbyというバンドで活動していた。またAldiousのサポート・ボーカリストである大山まき（ボーカル）、Rosana:miho（ベース、元LOVEBITES）、HINA（ドラム、TSP）と結成したHR/HMカバープロジェクトDown Dope Squadとしても活動している。
アゲ嬢ルックというコンセプトの下、メタルバンドを組むべくメンバーを集めたという。尚、そうしたスタイルを継続するか否かについて明確な回答はしていない。
影響を受けたバンドとして、ARCH ENEMY、HELLOWEEN、EARTHSHAKER、Mr.Childrenなどを挙げている。

トキ
ギター担当。イメージカラーはピンク。
3月20日生まれ。大阪府東大阪市出身。身長159cm、体重43kg。関西弁。好物はラーメン。
Psycho le Cémuを見たことで、ロックやメタルに興味を持つ。加入前は女性V系バンドケミカロイド零号機などで活動していた。また2022年12月より、大山まき（ボーカル）、Rosana:miho（ベース）、森はるか（ドラムス、FATE GEAR）と結成したメタルバンド美らメタル（読み：ちゅらメタル）としても活動している。
バンド切ってのムードメーカーであり常にテンションが高い。「ヘドバン隊長」を自称している。演奏時には霧噴きも披露する。
影響を受けたバンドとして、Psycho le Cému、LUNA SEA、好きなギタリストとして、エリック・クラプトン、hide、SUGIZOなどを挙げている。
鳥類を愛しており、将来の夢は「ハワイで大きな鳥と暮らすこと」と「宇宙でライブをすること」らしい。
2019年5月16日、一般男性との結婚と妊娠を公式サイトにて発表。同年11月2日に第1子となる男の子を、2022年10月4日には第2子となる女の子を出産した。

サワ
ベース担当。イメージカラーはホワイト。
9月25日生まれ。大阪府出身。身長154cm。5弦ベースを使用する。
学生時代、軽音楽部よりベースを始める。姉や高校時代に組んでいたバンドの影響から、メタルを聴き始める。
G∀LMETという女性メロデスバンドでも活動していたが、2011年10月に脱退。
影響を受けたバンドとして、ANGRA、ARCH ENEMYなどを挙げている。
無類の猫好きであり、オリジナルベースには肉球模様が施されている。趣味に猫カフェ巡りを挙げている。
サワ自体のイメージからは想像できないがライブではローリングヘドバンなどのパフォーマンスも多く見られる。

### 旧メンバー
髏姫-Ruki-
サポートギタリストとして2008年12月まで在籍。現在は、G∀LMETのギタリストとして活動。
Rami（ラミ）
ボーカル担当。イメージカラーはゴールド。
3月15日生まれ。大阪府出身。身長160.5cm。主に作詞を手掛ける。バンド名をAldiousと命名。
中低音を基軸に、ウェットな歌声を聴かせる。楽曲によってはシャウトも披露する。
5歳から歌い始め、10代の時にメタル・セッションのボーカルに誘われたことをきっかけに、メタルに興味を持つ。Aldious加入前は、AREAというバンドに所属。
危険物取扱者乙種第4類の資格を持つ。以前は化学系企業で、分析をしていたという。
影響を受けたバンドとして、SEX MACHINEGUNS、ボーカリストとして、山口百恵、中森明菜を挙げている。初めて聴いたメタルナンバーは、Kamelotの「Forever」。
2012年6月30日をもって健康上の理由により脱退。
2015年、新バンドRaglaiaでシーン復帰を果たした。メンバーはRami、K-A-Z(g)、ERY(b)、YOUTH-K!!!(ds)の4人。
2016年、ソロアルバムをリリース。Raglaiaの活動と共にソロ活動も並行して行っていくことを表明している。
2020年より、ソロ・プロジェクト『RAMI THE REQUIEM』として活動を開始。

Aruto（アルト）
ドラムス担当。イメージカラーはパープル。
10月19日生まれ。愛知県出身。身長169cm(もしくは170以上)。Arutoは漢字で「在兎」。好きな色は紫。
幼い頃より、クラシック分野において打楽器を奏す。そこで知り合った友人のバンド（陰陽座のコピーバンド）への誘いをきっかけに、ドラムとメタルを始める。
中学・高校時代はヴィジュアル系に傾倒、大学時代にHR/HMを聴き始めたという。以前は天衝というバンドに在籍。
影響を受けたバンドとして、陰陽座、Galneryus、聖飢魔IIなどを挙げている。
茸雑貨の収集、絵を描くことを趣味としており、グッズのイラストやデザインも手掛けていた。料理を得意とし、面倒見の良い性格から、メンバーやファンから「Arutoママ」と呼ばれることもあった。
2014年11月に結婚のため脱退、同時に音楽・芸能活動からも引退。2016年5月12日に第一子を、2019年2月21日に第二子を出産したことがYoshiのtwitterで明らかになった。現役当時は、Pearlのドラムを愛用していた。

Re:NO（リノ）
ボーカル担当。イメージカラーはブラック。
1987年4月9日生まれ。東京都出身。身長163cm、体重46kg。本名：二階堂梨乃。16歳の頃から音楽活動を始める。加入前は、アニメ「ONE PIECE」の主題歌などを歌っていたガールズユニット「推定少女」(2006年3月解散)やロックバンド「髑髏 (しゃれこうべ)」(2011年7月解散)、ファッション誌「KERA」の読者モデルとして活動していた。影響を受けたミュージシャンとしてCocco、NIRVANAを挙げている。
Re:NOによると実際にトキと電話で話すまでは、メンバーのことを「怖そうな人達だな」と思っていたという。
加入当初はネガティブな歌詞や後ろ向きな意味合いの歌詞を書く事が多かった。明確にはされていないが何らかのメッセージ性を感じられる歌詞もあったが、加入後期辺りからは前向きな歌詞も書くようになっている。
主にゴシック系の服をよく好む。
声は柔らかいブレスと優しく棘があるのが特徴。また、歌詞の内容によって歌い方や声色を使い分けている。
2018年12月17日をもって脱退。脱退理由は『耳管開放症』と言う耳の病気を患ったためである。
2022年5月、大阪・梅田Shangri-la、東京・渋谷CLUB QUATTROにてソロライブを開催し、音楽活動を再開した。

R!N（リン）
ボーカル担当。
6月8日生まれ。愛媛県松山市出身。日本人の父とフィリピン人の母の間に生まれたハーフ。13歳からフィリピンで過ごしていたため、日本語だけでなく、フィリピンのセブアノ語と英語を話すことができる。
加入前はシンガーソングライター「R!N」として活動していた。また、ボーカリスト「Gemie」として、作曲家・澤野弘之が主宰するボーカリストプロジェクト「【SawanoHiroyuki[nZk]】」へ参加。アニメ「進撃の巨人」や「終わりのセラフ」などの挿入歌や劇伴に携わる。2019年3月よりAldiousのゲストボーカリストを務めていたが、同年8月に正式加入。
2021年6月18日をもって脱退。脱退理由はうつ病を発症し緊急入院、今後の活動継続が困難になったためである。

Marina（マリナ）
ドラムス担当。イメージカラーはブラックとゴールド。
9月12日生まれ。神奈川県横須賀市出身。身長157cm。好物はジャガイモ（じゃがバター）。
Aldious加入前はシンガーソングライターの扇愛奈を中心に結成されたバンド『THE AGINERS（ジ・アジナーズ）』等で活動していた。（THE AGINERSは2011年8月に脱退。）
音楽活動を辞めていた頃に「やっぱりもう1回音楽をやりたい」と思い、本腰を入れられるバンドを探していタイミングでAldiousから加入の打診をされ、メタルへの造詣はあまり深くはなかったが、メンバーの人間性やAldiousの音源に惹かれ加入を決断した。Re:NOと同じく実際にメンバーに会うまでは「怖そうな人達」だと思っていたという。
Aldiousに加入するまでツーバス（ツインペダル）を使った事が無かったが、加入後はトリプルバスを駆使するようになった。
影響を受けたバンドは、MOTLEY CRUE。MOTLEY CRUEのドラマーであるトミー・リーからの影響も公言している。
その他好きなドラマーは、シーラ・E、中村達也。
公式ホームページでは言及していないが、テリー・ボジオの義娘にあたる。当初は本人もそれについて言及していなかったが、後にテリー・ボジオの義娘であることについて語るようになっている。テリーも現在使用している楽器メーカーとの契約や作曲のアドバイスで協力する等、全面的に応援しているとの事。
Drum Workshop (DW)、SABIAN、VIC FIRTH 本国本社契約アーティスト。
Aldious加入前からの持病である潰瘍性大腸炎の再発により、2024年2月19日開催の東名阪ツアー『Eternal Gratitude』のファイナル公演をもって脱退。

## ディスコグラフィ

### シングル
|                                | 発売日                         | タイトル                              | 規格                            | 規格品番                       | 最高位                         |
| Bright Star Records / Spinning | Bright Star Records / Spinning | Bright Star Records / Spinning        | Bright Star Records / Spinning  | Bright Star Records / Spinning | Bright Star Records / Spinning |
| ------------------------------ | ------------------------------ | ------------------------------------- | ------------------------------- | ------------------------------ | ------------------------------ |
| 1st                            | 2010年7月7日                   | Defended Desire                       | 12cmCD                          | BSRS-001                       | 49位                           |
| 2nd                            | 2011年4月6日                   | Mermaid                               | 12cmCD                          | BSRS-004                       | 20位                           |
| 3rd                            | 2012年11月14日                 | White Crow                            | 12cmCD                          | BSRS-010                       | 19位                           |
| 4th                            | 2013年10月9日                  | Dominator/I Don’t Like Me             | CD+DVD (限定盤)                 | BSRS-017                       | 12位                           |
| 4th                            | 2013年10月9日                  | Dominator/I Don’t Like Me             | 12cmCD                          | BSRS-018                       | 12位                           |
| 4th                            | 2013年10月9日                  | Dominator/I Don’t Like Me             | CD+12"Vinyl (レコード付限定盤)  | BSRS-019                       | 12位                           |
| 5th                            | 2014年5月14日                  | Other World                           | CD+DVD (限定盤A)                | BSRS-020                       | 22位                           |
| 5th                            | 2014年5月14日                  | Other World                           | CD+ポスタージャケット (限定盤B) | BSRS-021                       | 22位                           |
| 5th                            | 2014年5月14日                  | Other World                           | CD+12"Vinyl (レコード付限定盤)  | BSRS-022                       | 22位                           |
| Village Again Association      |                                |                                       |                                 |                                |                                |
| 6th                            | 2015年7月8日                   | die for you/Dearly/Believe Myself     | CD+DVD (限定盤A)                | ALDI-001                       | 14位                           |
| 6th                            | 2015年7月8日                   | Believe Myself/die for you/Dearly     | CD+DVD (限定盤B)                | ALDI-002                       | 14位                           |
| 6th                            | 2015年7月8日                   | Dearly /Believe Myself/die for you    | CD+ブックレット (限定盤C)       | ALDI-003                       | 14位                           |
| 7th                            | 2016年10月26日                 | Female Warrior/ノスタルジック/fragile | CD+DVD (限定盤A)                | ALDI-010                       | 42位                           |
| 7th                            | 2016年10月26日                 | Female Warrior/ノスタルジック/fragile | CD+DVD (限定盤B)                | ALDI-011                       | 42位                           |

### 配信シングル
- Slow Down（2021年3月30日）
- Freedom（2021年3月30日）

### 映像作品
|                                | 発売日                         | タイトル                                                   | 規格                           | 規格品番                       | 最高位                         | 備考 |
| Bright Star Records / Spinning | Bright Star Records / Spinning | Bright Star Records / Spinning                             | Bright Star Records / Spinning | Bright Star Records / Spinning | Bright Star Records / Spinning | Bright Star Records / Spinning |
| ------------------------------ | ------------------------------ | ---------------------------------------------------------- | ------------------------------ | ------------------------------ | ------------------------------ | --- |
| 1st                            | 2012年5月16日                  | Determination Tour 2011 〜Live at Shibuya O-EAST〜         | DVD                            | BSRD-001                       | 6位                            | |
| 2nd                            | 2014年2月12日                  | District Zero Tour 〜Live at Shibuya O-EAST〜              | DVD                            | BSRD-002                       | 6位                            | |
| 3rd                            | 2015年2月11日                  | Live Tour 2014 "Dazed and Delight" 〜Live at CLUB CITTA'〜 | DVD                            | BSRD-003                       | 8位                            | |
| Village Again Association      |                                |                                                            |                                |                                |                                | |
| 4th                            | 2016年10月12日                 | Radiant A Live at O-EAST                                   | DVD                            | ALDI-008                       | 7位                            | |
| 5th                            | 2017年10月11日                 | Live Unlimited Diffusion                                   | DVD                            | ALDI-015                       | 5位                            | |
| 6th                            | 2018年11月7日                  | Aldious Tour 2018 “We Are” Live at LIQUIDROOM              | DVD                            | ALDI-019                       | 8位                            | |
| 7th                            | 2018年12月19日                 | Music Video Collection                                     | DVD                            | ALDI-023                       | 32位                           | Re:NO在籍時（2012年～2018年）に制作されたミュージックビデオを収めたMV集。映像特典として「Monster」のメイキング映像を収録。VAA移籍後に撮影されたメンバー集合写真を収めた12ページフルカラーブックレット付き。 |
|                                | 2019年3月末                    | Aldious Tour 2018 “We Are” ～Final～                       | BD + DVD + CD                  | ALDI-024                       | -                              | Re:NOが参加した最後のライブの模様を収めた映像作品で、同一内容のBlu-rayとDVD, 5曲入りミニライブアルバムがセットになっている。公式ファンクラブの年会費会員のみが購入可能。                                    |
|                                | 2020年10月21日                 | Aldious Debut 10th Anniversary No Audience Live 2020       | DVD + CD                       | ALDI-031                       | -                              | 初の無観客配信ライブの模様を収録した作品。オフィシャルサイト限定販売。 |
|                                | 2022年1月14日                  | Aldious Tour 2020-2021 "Unlash" Live at LIQUIDROOM         | BD + DVD + CD                  | ALDI-032                       | -                              | ゲストボーカルに大山まきを迎え、2021年8月に行われた『Aldious Tour 2020-2021 “Unlash”』東京・恵比寿LIQUIDROOM公演の模様を収録したライブ作品。 VAA OFFICIAL STORE限定販売商品。                               |

### 書籍
- バンド・スコア ALDIOUS『Deep Exceed』 （2010年12月25日／シンコーミュージック・エンタテイメント） ISBN 978-4-401-35572-3
全11曲、ギター、ベースのタブ譜付バンド・スコア。尚、ベースパートは4弦ベース表記となっている。
- ALDIOUS "Determination"Official Book　（2011年10月12日／シンコーミュージック・エンタテイメント） ISBN 978-4-401-63633-4
本誌においてのみ発表の楽曲「Ground Angel」のMVを収録したDVDが付属。バンド・スコアも掲載。
- バンド・スコア ALDIOUS『Determination』 （2011年12月24日／シンコーミュージック・エンタテイメント） ISBN 978-4-401-35638-6
アルバムの楽曲に加え、「Confusion」も掲載。
- BURRN! （毎月5日発売、2011年10月号-／シンコーミュージック・エンタテイメント） - コラム「鋼鉄アゲ嬢は激しいのがお好き」
- BURRN! PRESENTS  ULTIMATE ALDIOUS（2015年12月2日／シンコー・ミュージック・エンターテイメント） ISBN 978-4-401-64232-8
5thアルバム「Radiant A」についてのロング・インタビューや新メンバーMarina加入後のALDIOUSへの密着取材、リーダーYoshi監修のパーフェクトバイオグラフィなどを掲載したムック本。特製ステッカー付き[73]。

## 公演

### 単独公演
- ワンマン公演のみを記載。オフィシャルタイトルの存在しない公演は空白とする。

|        | 日程     | タイトル                                                                             | 会場                   | 備考 |
| ------ | -------- | ------------------------------------------------------------------------------------ | ---------------------- | --- |
| 2010年 | 11月13日 | "Deep Exceed"リリース・ワンマン・ライブ                                              | 心斎橋CLUB QUATTRO     | |
| 2011年 | 9月3日   | -                                                                                    | 広島CLUB QUATTRO       | |
| 2011年 | 9月18日  | 〜北の大地に舞い降りた究極の熱き夜蝶たち！〜                                         | 札幌ザナドゥ           | |
| 2011年 | 9月23日  | -                                                                                    | 横浜セブンスアベニュー | |
| 2013年 | 3月24日  | Aldious 初・静岡ワンマンライヴ                                                       | 静岡 浜松窓枠          | |
| 2013年 | 4月13日  | Aldious ワンマンライヴ                                                               | 表参道GROUND           | |
| 2013年 | 10月13日 | ★タワーレコード新宿店15周年大感謝祭 怒涛のライブ15連発★ 「Aldious ワンマン東京公演」 | 新宿LOFT               | |
| 2014年 | 3月22日  | Club ALIVE! 10周年記念ワンマンライヴ                                                 | 心斎橋club ALIVE!      | |
| 2015年 | 5月24日  | -                                                                                    | 表参道GROUND           | |
| 2015年 | 6月18日  | The Beggining Of New Era〜Aldious2015〜                                              | 心斎橋パラダイム       | こけら落とし公演 |
| 2015年 | 6月27日  | -                                                                                    | 表参道GROUND           | |
| 2015年 | 7月19日  | -                                                                                    | 表参道GROUND           | |
| 2016年 | 5月12日  | 【ALDIOUS with OOITA～KUMAMOTO】                                                     | 新宿NINE SPICES        | |
| 2016年 | 12月31日 | -                                                                                    | 表参道GROUND           | |
| 2017年 | 4月8日   | Aldious Tour 2017 Premier Live                                                       | 柏ThumbUp              | |
| 2018年 | 10月27日 | Aldious Tour 2018 “We Are” ～仮装Night～                                             | F.A.D YOKOHAMA         | |
| 2019年 | 3月29日  | Aldious Tour 2019 “Evoke” ～Prologue～                                               | 表参道GROUND           | ライブツアー「Aldious Tour 2019 “Evoke”」の前半にゲストボーカリストとして参加予定であるR!NとSAKIの御披露目ライブ。この公演のチケットは、オフィシャルファンクラブの年会費会員のみが購入可能である。 |
| 2020年 | 8月14日  | Aldious Debut 10th Anniversary No Audience Live 2020 at SHIBUYA CLUB QUATTRO         | 渋谷 CLUB QUATTRO      | Aldious初の無観客配信ライブ。 |
| 2020年 | 8月22日  | Aldious Tour 2020 “Unlash” 再振替 大阪公演                                           | 梅田CLUB QUATTRO       | 「Aldious Tour 2020 “Unlash”」の大阪公演として5月6日に行われる予定であったが、新型コロナウイルス感染拡大の影響を受け8月13日へ延期されたが、再び予定変更された再振替公演。「イベント開催における新型コロナウイルス感染予防ガイドライン」に従い、入場者の人数制限とコール&レスポンスを禁止にして行われた。 |

### ファンクラブ・イベント
| 開催日   | タイトル                                                     | 会場                             | 備考   |
| 2011年   | 2011年                                                       | 2011年                           | 2011年 |
| -------- | ------------------------------------------------------------ | -------------------------------- | ------ |
| 2月12日  | [Realdious Vol.1] ～大阪ファン感謝デー・ワンマンライヴ～     | 心斎橋Club ALIVE!                |        |
| 7月3日   | [Realdious Vol.2] ～大阪ファン感謝デー・ワンマンライヴ～     | 心斎橋Club ALIVE!                |        |
| 2012年   |                                                              |                                  |        |
| 1月8日   | Realdious Fan Meeting in 表参道 Vol.1                        | 東京 表参道GROUND                |        |
| 3月4日   | [Realdious Vol.3] ～名古屋ファン感謝デー･ワンマンライヴ～    | 名古屋 APOLLO THEATER            |        |
| 4月7日   | Realdious Vol.4                                              | 心斎橋 Club ALIVE!               |        |
| 4月8日   | Realdious Vol.4                                              | 心斎橋 Club ALIVE!               |        |
| 9月30日  | Realdious Fan Meeting in Vol.2 （昼夜2回公演）               | 表参道GROUND                     |        |
| 10月27日 | Realdious Fan Meeting in Vol.1 （昼夜2回公演）               | 心斎橋Club ALIVE!                |        |
| 2013年   |                                                              |                                  |        |
| 1月19日  | Realdious Vol.5                                              | 大阪MUSE                         |        |
| 9月21日  | [Realdious Vol.6] ～埼玉ファン感謝デー・ワンマンライヴ～     | さいたま新都心HEAVEN’S ROCK VJ-3 |        |
| 2014年   |                                                              |                                  |        |
| 3月23日  | [Realdious Vol.7] ～大阪ファン感謝デー･ワンマンライヴ～      | 心斎橋club ALIVE!                |        |
| 11月3日  | [Realdious Vol. 8] ～名古屋ファン感謝デー・ワンマンライヴ～  | 名古屋APOLLO BASE                |        |
| 11月9日  | [Realdious Vol.9] ～大阪ファン感謝デー・ワンマンライヴ～     | 心斎橋club ALIVE!                |        |
| 11月15日 | [Realdious Vol. 10] ～表参道ファン感謝デー・ワンマンライヴ～ | 表参道GROUND                     |        |
| 2016年   |                                                              |                                  |        |
| 5月21日  | REAL-DIOUS                                                   | 表参道GROUND                     |        |
| 2017年   |                                                              |                                  |        |
| 2月19日  | REAL-DIOUS                                                   | 心斎橋パラダイム                 |        |
| 5月20日  | REAL-DIOUS                                                   | 表参道GROUND                     |        |
| 2018年   |                                                              |                                  |        |
| 2月10日  | REAL-DIOUS                                                   | 代官山SPACE ODD                  |        |
| 2月11日  | REAL-DIOUS                                                   | 代官山SPACE ODD                  |        |
| 8月25日  | REAL-DIOUS                                                   | 心斎橋 Bigtwin Diner SHOVEL      |        |
| 8月26日  | REAL-DIOUS                                                   | 心斎橋 Bigtwin Diner SHOVEL      |        |
| 2020年   |                                                              |                                  |        |
| 12月11日 | REAL-DIOUS 2020 ～at OSAKA～ Fan Club Members Only Live      | 大阪・梅田 BANANA HALL           |        |
| 12月20日 | REAL-DIOUS 2020 ～at TOKYO～ Fan Club Members Only Live      | 東京・新宿ReNY                   |        |

### イベント・フェス
| 年     | 開催日              | タイトル                                                                              | 会場                                               | 備考 |
| ------ | ------------------- | ------------------------------------------------------------------------------------- | -------------------------------------------------- | --- |
| 2008年 | 6月28日             | -                                                                                     | 大阪 心斎橋FANJ twice                              | Ultimate Melodiousとして出演 |
| 2008年 | 7月19日             | -                                                                                     | 大阪 心斎橋club ALIVE!                             | Aldiousとしての初ライブ |
| 2008年 | 8月23日             | -                                                                                     | 大阪 西九条ブランニュー                            | |
| 2008年 | 9月21日             | -                                                                                     | 大阪 西九条ブランニュー                            | |
| 2008年 | 10月13日            | METAL SESSION                                                                         | 大阪 西九条ブランニュー                            | Ayudiousとして出演。 浜崎あゆみの楽曲をメタルアレンジで披露。 |
| 2008年 | 11月2日             | -                                                                                     | 大阪 心斎橋ALIVE!                                  | 対バンライブ |
| 2008年 | 11月27日            | LESISTANS主催ライブ                                                                   | 大阪 江坂MUSE                                      | |
| 2009年 | 2月26日             | -                                                                                     | 大阪 西九条ブランニュー                            | 出演：Aldious、Will O' The Wisp、極楽浄土、Screaming Demon |
| 2009年 | 3月1日              | WOMEN’S POWER Vol.46 ～東京編～                                                       | 東京 目黒ライブステーション                        | 出演：Aldious、Go5Girls、Nina、FullmooN.13、恋愛ポリス |
| 2009年 | 3月8日              | WOMEN'S POWER Vol.46 ～大阪編～                                                       | 大阪 心斎橋ALIVE!                                  | 出演：Aldious、G∀LMET、CURL、BLADE、DEW OF FEARS、Nina |
| 2009年 | 3月29日             | 日本ドイツ化計画                                                                      | 岡山 倉敷REDBOX                                    | 出演：Schau-Essen、Buzz Bullet、ZXST、Zyolam13、Aldious、DUST、Gaia Prelude |
| 2009年 | 4月11日             | -                                                                                     | 大阪 西九条ブランニュー                            | 出演：風里銃、SOUND SCREAM、Aldious ほか |
| 2009年 | 5月31日             | -                                                                                     | 大阪 北堀江club vijon                              | 対バンライブ |
| 2009年 | 6月14日             | HELL ON EARTH ～Back From The Damnation Tour～                                        | 大阪 心斎橋ALIVE!                                  | 出演：Manipulated Slaves、UNHOLY THE 13 PREACHERS、Aldious（オープニングアクト）                                                                                               |
| 2009年 | 7月4日              | -                                                                                     | 大阪 心斎橋ALIVE!                                  | 出演：グリム、Aldious ほか |
| 2009年 | 8月8日              | -                                                                                     | 大阪 西九条ブランニュー                            | 出演：KNOCK'EM DEAD、Aldious ほか |
| 2009年 | 8月29日             | -                                                                                     | 大阪 難波ROCKETS                                   | 出演：風里銃、Aldious、SOUND SCREAM ほか |
| 2009年 | 9月9日              | -                                                                                     | 大阪 心斎橋club ALIVE!                             | 対バンライブ |
| 2009年 | 9月10日             | -                                                                                     | 大阪 心斎橋club ALIVE!                             | 対バンライブ |
| 2009年 | 9月19日             | WOMEN'S POWER Vol.47～東京編～                                                        | 渋谷 La.mama                                       | 出演：DESTROSE、Gallows、FullMooN.13、Aldious、七彩☆GLITTER |
| 2009年 | 9月26日             | WOMEN'S POWER Vol.47～大阪編～                                                        | 大阪 心斎橋ALIVE!                                  | 出演：DEW OF FEARS、G∀LMET、ROSEBULLET、Aldious、FullMooN.13 |
| 2009年 | 10月10日            | -                                                                                     | 大阪 西九条ブランニュー                            | 出演：BLOTTO ROCKERS、NO MERCY、Aldious ほか |
| 2009年 | 11月7日             | -                                                                                     | 大阪 西九条ブランニュー                            | 出演：AXBITES、Bang-Doll、Crying Machine、Aldious ほか |
| 2009年 | 12月29日            | -                                                                                     | 大阪 西九条ブランニュー                            | 対バンライブ |
| 2010年 | 2月13日             | -                                                                                     | 大阪 西九条ブランニュー                            | 対バンライブ |
| 2010年 | 3月6日              | WOMEN’S POWER Vol.48～大阪編～                                                        | 大阪 心斎橋ALIVE!                                  | 出演：G∀LDIOUS、Mary's Blood、DEW OF FEARS、DESTROSE、G∀LMET ※AldiousはG∀LMETとの合併バンドG∀LDIOUSとして出演。                                                                |
| 2010年 | 4月4日              | -                                                                                     | 大阪 西九条ブランニュー                            | 対バンライブ |
| 2010年 | 5月30日             | -                                                                                     | 大阪 西九条ブランニュー                            | 出演：Aldious、G∀LMET、GoDeath ほか |
| 2010年 | 6月6日              | -                                                                                     | 東京 大塚RED ZONE                                  | 出演：UNHOLY THE 13 PREACHERS、天狗櫻、Mary's Blood、Aldious ほか |
| 2010年 | 7月2日              | -                                                                                     | 大阪 心斎橋MUSE                                    | 出演：空【ku:】、SEX MACHINEGUNS、KING、imon、Aldious |
| 2010年 | 9月4日              | Verlaine Fest vol.1                                                                   | 東京 吉祥寺CLUB SEATA                              | 出演：DAZZLE VISION、zwei、Aldious、GUARDIAN HACKER、e:cho、Z.Curo |
| 2010年 | 10月30日            | REDBOX 6th ANNIVERSARY「BLACK METAL NIGHT」                                           | 倉敷 REDBOX Black-Stage                            | 出演：さかもとえいぞう、AXBITES、Aldious、快進のICHIGEKI、Alchemy、Steel Wool、バレリーホース                                                                                  |
| 2010年 | 11月3日             | "HYBRID ROCK PARTY"                                                                   | 名古屋 ell.FITS ALL                                | 出演：exist†trace、LIGHT BRINGER、Dark Knight、Aldious ほか |
| 2010年 | 11月6日             | exist†trace vs Aldious ～LOOPLINE Presents～                                          | 渋谷 Milkyway                                      | exist†traceとのツーマンライブ |
| 2010年 | 11月7日             | ALDIOUSミニライブ&握手会                                                              | タワーレコード渋谷店 B1「STAGE ONE」               | |
| 2010年 | 12月5日             | Mixed Betrayer 001                                                                    | 高田馬場 CLUB PHASE                                | 出演：TSP、SPINALCORD、Aldious |
| 2011年 | 1月23日             | “HMV Presents IRON ANGEL LIVE”                                                        | 吉祥寺 CLUB SEATA                                  | 出演：Aldious、exist†trace、Wistaria、ANCIENT MYTH GUARDIAN HACKER、RAMPANT、Los Child                                                                                         |
| 2012年 | 1月9日              | WOMEN’S POWER 20th Anniversary                                                        | 渋谷 O-WEST                                        | 出演：SHOW-YA、Aldious、BABYMETAL、DESTROSE、Be-B |
| 2012年 | 11月13日            | THE AGONIST JAPAN TOUR 2012                                                           | 渋谷 O-WEST                                        | ゲスト出演 |
| 2012年 | 11月14日            | THE AGONIST JAPAN TOUR 2012                                                           | 愛知 名古屋CLUB QUATTRO                            | ゲスト出演 |
| 2012年 | 11月15日            | THE AGONIST JAPAN TOUR 2012                                                           | 大阪 心斎橋BIG CAT                                 | ゲスト出演 |
| 2013年 | 9月7日              | HAMMER BALL 2013                                                                      | 札幌 PENNY LANE 24                                 | 出演：WILD FLAG、柴田直人PROJECT featuring下山武徳、Aldious、月光グリーン |
| 2013年 | 11月15日            | Rock Showcase 2013                                                                    | 長野 CLUB JUNK BOX                                 | 出演：Aldious、UPLIFT SPICE、Bring Into A Silence |
| 2013年 | 11月17日            | Rock Showcase 2013                                                                    | 新潟 GOLDEN PIGS RED STAGE                         | 出演：Aldious、UPLIFT SPICE |
| 2013年 | 11月30日            | Me-nation                                                                             | 原宿 アストロホール                                | 出演：Aldious、BLADe、JUNANASTA、misono、S☆RUSH、SOLIDEMO ほか |
| 2013年 | 12月28日            | Dragon Factory Circuit 2013 BILLY Birthday                                            | 渋谷 Star lounge                                   | 出演：mil9、K-A-Z with BPM13GROOVE、AGE of PUNK、misono、T.C.L (Kyono fromマッドカプセルマーケッツ、WAGDAG)、Aldious                                                           |
| 2014年 | 2月15日             | PURE ROCK JAPAN LIVE 〜EXTRA vol.1〜                                                  | 新宿 BLAZE                                         | 出演：Aldious、LIGHT BRINGER、NoGoD |
| 2014年 | 5月3日              | VANTAN Presents HARAJUKU ケラ!ッコ Fes 2014×原宿ヴィジュアル                          | 原宿 アストロホール                                | 出演：春奈るな、Aldious、GangLion、Verge、Hysteric Lolita、Very Berry、星野卓也 (MC) ほか                                                                                      |
| 2014年 | 5月17日             | BRAVE METAL HEART Vol.1                                                               | 柏 ThumbUp                                         | 出演：EARTHSHAKER、Aldious |
| 2014年 | 9月9日              | GRACE ROCK MUSEUM                                                                     | 渋谷TSUTAYA O-WEST                                 | 出演：Aldious、LoVendoЯ |
| 2014年 | 9月23日             | 大冠祭 2014 ～メタル縛り～                                                            | 川崎 CLUB CITTA’                                   | 出演：THE冠、Aldious、NoGoD、SEX MACHINEGUNS、OUTRAGE、人間椅子、Laxity、K-A-Z、DJ狂犬、増田勇一                                                                               |
| 2014年 | 9月27日             | アニソンロック 2014                                                                   | 川崎 CLUB CITTA’                                   | 出演：堀江美都子、川田まみ、黒崎真音、Aldious、上坂すみれ |
| 2014年 | 10月4日             | ～bayfm 25th Anniversary LIVE JACK!!～ Live LIVE Life -BRAVE METAL HEART 2 MAN Vol.2- | 柏 ThumbUp                                         | 出演：OUTRAGE、Aldious |
| 2014年 | 12月14日            | ヴィジュアルコレクション                                                              | 大阪 心斎橋 BIGCAT                                 | 出演：Plastic Tree、HERO、Aldious、AKIRA、FEST VAINQUEUR ほか |
| 2015年 | 1月31日             | FLYING CAT 30th+1 Anniversary WOMEN'S POWER SPECIAL ～ONE NIGHT DREAM!                | 渋谷 TSUTAYA O-EAST TSUTAYA O-WEST TSUTAYA O-CREST | 出演：DESTROSE、FullMooN、CherryHearts、Hurly Burly、IRIS MONDE、LUXION、RiskyMelody、Be-B、激情★めたりっちぇ、G∀LMET、HERe:NE、WALKING AFTER U、exist†trace、Aldious、SHOW-YA |
| 2015年 | 9月12日             | HAMMER BALL 2015                                                                      | ZEPP SAPPORO                                       | 出演：HAMMER BALL DREAM TEAM、SEX MACHINEGUNS、TYO、Mardelas、SABER TIGER、Aldious                                                                                             |
| 2015年 | 10月4日             | 大冠祭 2015                                                                           | 川崎 CLUB CITTA’                                   | 出演：THE冠、SEX MACHINEGUNS、HER NAME IN BLOOD、Aldious、Raglaia、MERRY |
| 2016年 | 8月20日             | SUMMER SONIC 2016                                                                     | 千葉 QVCマリンフィールド 幕張メッセ                | SONIC STAGEに出演。 |
| 2016年 | 10月8日             | LOUD PARK 16                                                                          | さいたまスーパーアリーナ                           | |
| 2016年 | 10月15日            | VISUAL JAPAN SUMMIT 2016 powered by Rakuten                                           | 幕張メッセ国際展示場                               | |
| 2016年 | 12月11日            | hide Birthday Party 2016                                                              | 川崎 CLUB CITTA’                                   | |
| 2017年 | 4月15日             | Zephyren presents A.V.E.S.T project vol.10                                            | 渋谷TSUTAYA O-EAST                                 | 物販ブースにて、アルバム「Unlimited Diffusion」のサンプラーCDを配布。 |
| 2017年 | 5月28日             | PURE ROCK JAPAN LIVE 2017                                                             | 川崎 CLUB CITTA'                                   | 出演：GALNERYUS、摩天楼オペラ、GYZE、Aldious |
| 2017年 | 8月2日              | SUMMER SONICプレイベント PPP [Pre Party in PIT] road to SS2017                        | 豊洲PIT                                            | 出演：OLDCODEX、SILENT SIREN、Xmas Eileen、Aldious |
| 2017年 | 8月5日              | hide presents MIX LEMONeD JELLY 2017                                                  | 新木場STUDIO COAST                                 | |
| 2017年 | 8月27日             | SUMMER SONIC Shanghai 2017                                                            | 中国 上海国際音楽村                                | |
| 2017年 | 10月14日            | LOUD PARK '17'                                                                        | さいたまスーパーアリーナ                           | オープニングアクトとして出演。 |
| 2020年 | 1月17日（現地時間） | The NAMM Show 2020                                                                    | アメリカ合衆国 アナハイム・コンベンションセンター  | |
| 2024年 | 11月29日            | BURRN! PRESENTS CYNTIA × Aldious 「Queen of the Night」                               | CLUB CITTA’                                        | Cyntiaとのツーマンイベント。 Re:NO、Aruoがゲスト参加。 |

## 使用機材
- 雑誌記事、書籍情報より[96][97]
- ギター、ベースの機材名の後半はピックアップ名。

Yoshi
- Aly 450 Deco Custom COMBAT-GUITARS Yoshi Model、セイモア・ダンカンSH-2n/SH-4
- Aly 700 COMBAT-GUITARS Yoshi Model、ディマジオAir Norton/D-Sonic
- SCHECTER Diamond Series C1 Classic
- Paul Reed Smith Custom24、セイモア・ダンカンSH-2n/SH-4
- ALD-1 COMBAT-GUITARS Yoshi Model（エフェクター）
- MARSHALL JMD:1(JMD100 HEAD)

トキ
- Alt 450 Deco Custom COMBAT-GUITARS トキ Model "フェニックスさん"、セイモア・ダンカンSH-4/SH-1
ボディには、鳳凰座を模ったスワロフスキーのデコが施されている
- Alt 550 COMBAT-GUITARS トキ Model "MOTHER"、EMG81/89
- ESPカスタムメイド
ESPの「Arrow」を基本にしたカスタムメイドの他、オリジナルシェイプの「CHUNPA V」を使用
- JACKSON STARS USA KV "コスモちゃん"、セイモア・ダンカンSH-1/TB-5（推定）
- ALD-2 COMBAT-GUITARS トキ Model
- HUGHES&KETTNER Coreblade,TriAmp MKII

サワ
- Als 450 Deco Custom COMBAT-GUITARS サワ Model "銀様"、EMG 40DC
- Als 500 COMBAT-GUITARS サワ Model "しっぽちゃん"、EMG 40DC
- IBANEZ SR505、バルトリーニMK1
- ALD-3 COMBAT-GUITARS サワ Model
- B.C.リッチ Widow
- ESP Stream V Custom made
- AMPEG SVT2 Pro
- Markbass Little Mark Rocker 500

Aruto
- PEARL Masters Retrospec
アメジスト・フィニッシュ(初期のMV等ではパープルクレイズのセットを使用)
- PEARL Masters Premium Birch（スネアドラム,14×6.5）
- SABIAN（シンバル,主にAAX,AAを使用）
- PEARL P-2002C（ツインペダル）
- PEARL Aruto Custom Sticks（ドラムスティック,14.5mm×398mm）
- PEARL Standard Hickory 110STH

Marina
- Drum Workshop ドラム・ワークショップ ドラムセット
- DW Collector's Maple X SHELL Series: 20″, 22″, 24″ Bass Drums, 10",12" & 13" Short Stack Shell Toms, 14" & 16" Floor Toms with Finish Ply White Sparkle & Gold Hardware
- DW SUPER SOLID Maple Snare Drum
- DW9000 Series Pedals & Hardware
- Attack drum heads  TB signature one ply clear & coated
- Terry Bozzio signature Tuners
- SABIAN セイビアン シンバル
- VIC FIRTH ドラムスティック 85A
- Aldious Marina's Drum Set File リットーミュージック/ デジマート 楽器専門検索サイト(2015年9月24日)

### イベント
- 『YOUNG GUITAR』の共同企画第2弾として「デコ☆ギター デザイン・コンテスト」を開催[98]。応募者がデザインしたテンプレートの中からYoshiとトキが優秀者を選定し、実際にそのギターが制作された。

## 出演

### TV番組
- 伊藤政則のロックTV! (BSフジ)
  - 2016年2月7日 - YoshiとMarinaのみ。
  - 2016年2月14日 - Marinaのみ。[注釈 9]
- YOUは何しに日本へ?（テレビ東京）[99][注釈 10]
  - 2016年3月7日放送

### ラジオ
- Live LIVE Life （2014年6月度パーソナリティー[注釈 11]・2015年7月度パーソナリティー[100]、bay-fm）
- Aldiousの嬢RADIO（2015年10月6日 - 2020年3月24日[101]、FM NACK5） - ラジオのアナ〜ラジアナ火曜内コーナー[注釈 12]
- Monthly Focus（2017年5月5日 - 5月26日[注釈 13]、TS ONE）
- We Are Aldious（2018年4月1日 - 2018年12月31日[注釈 14][102]、bay-fm）- 「NEO STREAM NIGHT」内フロート番組[注釈 15][103]
- アルティメット鋼鉄女子ナイト!（2020年9月3日 - 2021年3月25日、bay-fm）[104][105]

### ポッドキャスト
- Aldious Official Podcast（2020年12月 - 、Anchor[注釈 16]）[106]